# Лодзький університет
Лодзький університет (пол. Uniwersytet Łódzki) — вищий навчальний заклад в Лодзі (Польща).
Був створений 24 травня 1945 року на основі Педагогічного інституту (1921—1928), Вищої школи соціальних та економічних наук (1921—1928) і філії Вільного польського університету, які існували в Лодзі в міжвоєнний період.

## Факультети
- Економіки та соціології
- Біології та охорони навколишнього середовища
- Хімічний
- Філологічний
- Філософії та історії
- Фізики та прикладної інформатики
- Математики та інформатики
- Географічний
- Педагогічних наук
- Юриспруденції та управління
- Міжнародних відносин і політології
- Менеджменту

У 2007 році авторитетна британська газета «Таймс» внесла Лодзький університет до переліку 500 кращих ВНЗ світу.